# Anna Lindhs plats, Stockholm

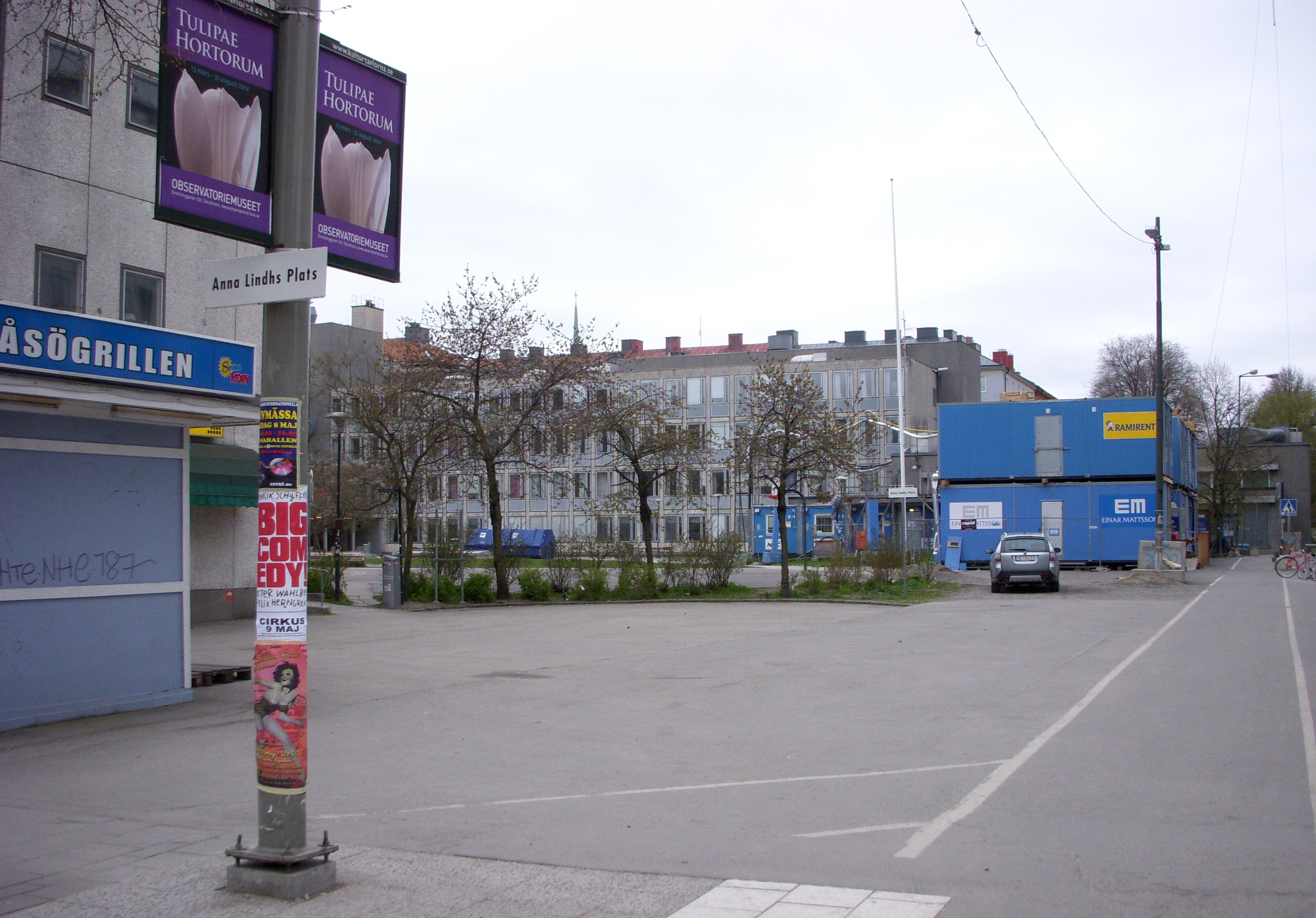
"Anna Lindhs Plats" med Åsötorget i bakgrunden, maj 2010.

Anna Linds plats var en liten plats på Södermalm i Stockholm. Platsen har en storlek av cirka 30 × 30 meter och är belägen direkt väster om Götgatan och norr om Åsö gymnasiums byggnad mot Götgatan. Mot norr begränsas platsen av Vartoftagatan. Platsen ligger inte långt från Medborgarplatsen, där Anna Lindh gjorde sitt sista framträdande den 9 september 2003. Intill Anna Linds plats ligger Åsötorget.

## Bakgrund
Stockholms finansborgarråd Annika Billström föreslog en månad efter Anna Lindh-mordet att Medborgarplatsen skulle byta namn till Anna Lindhs Torg för att hedra den tidigare utrikesministern. Ett av argumenten var att Lindh gjorde sitt sista officiella framträdande just på Medborgarplatsen. Förslaget vann dock inte något stöd.
Som alternativ föreslogs Vintertullstorget där Lindh tidigare bott och, i egenskap av kulturborgarråd, dessutom invigt en skulptur. Lindhs familj avvisade dock detta förslag.

## Val av plats

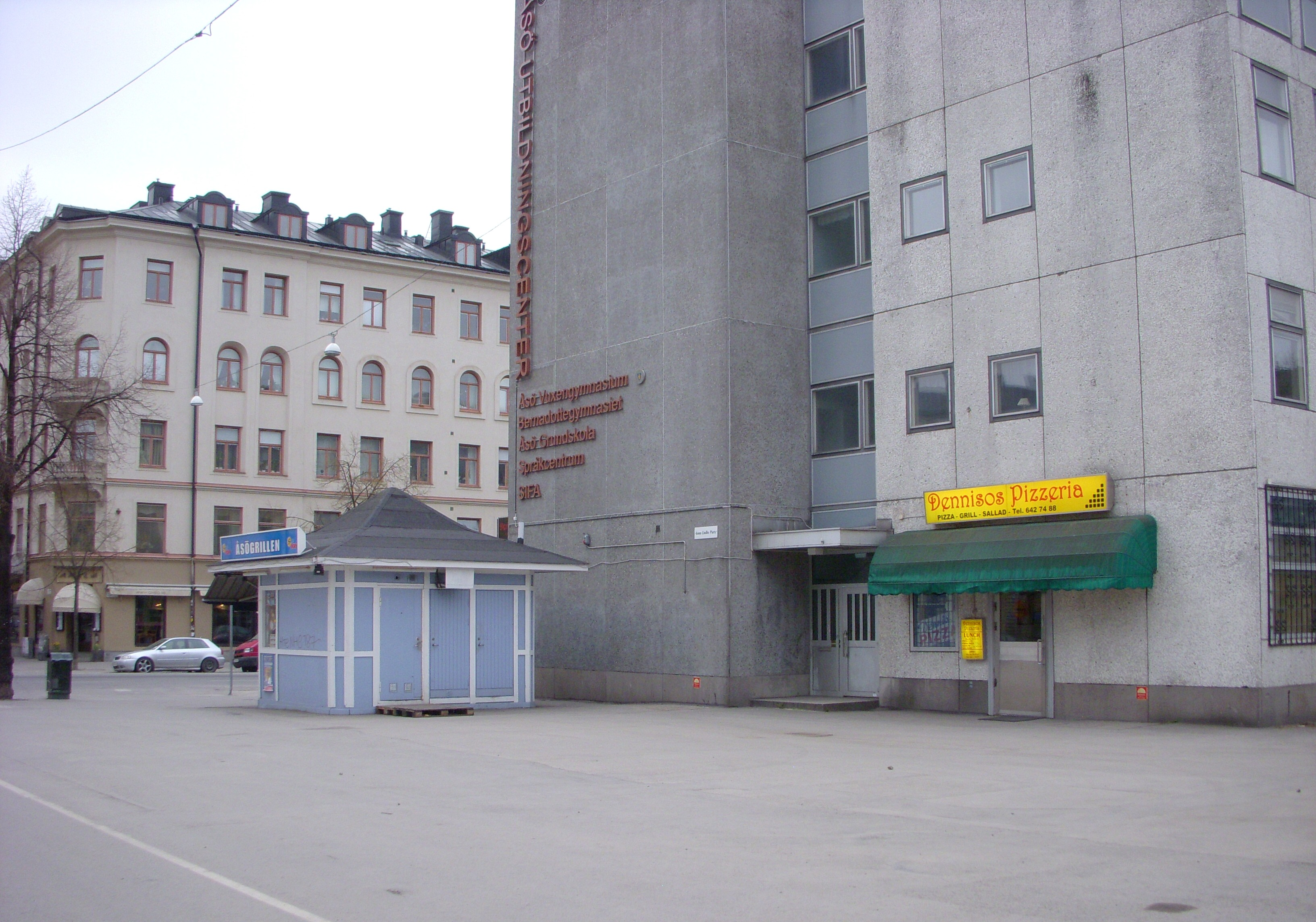
"Anna Lindhs Plats" med Götgatan i bakgrunden, maj 2010.

Redan år 2007 bestämdes att platsen vid Åsö gymnasium skulle uppkallas efter Anna Lindh. Namnet skulle dock inte bli Anna Lindhs torg, som Billström föreslog, utan Anna Lindhs plats. Namnberedningen avstyrkte "torg" med motiveringen att det kan bli missförstånd med två torg så nära varandra. Åsötorget ligger nämligen alldeles intill.
Eftersom platsen mellan Åsö Gymnasium och Skatteskrapan under flera år var en byggarbetsplats dröjde det till den 4 maj 2010 tills Anna Lindhs Plats invigdes av stadsbyggnadsborgarrådet Kristina Alvendal (M) och oppositionsborgarrådet Carin Jämtin (S) under överinseende av Mona Sahlin (S). Invigningen genomfördes i stillhet  efter önskemål från Anna Lindhs anhöriga.

## Ny placering
Förslag inkom om att flytta Anna Lindhs plats och istället kalla den Anna Lindhs park. Efter många år av diskussioner kunde i september 2013 Stockholms stad, Namnberedningen och Anna Lindhs anhöriga enas om att Vintertullsparken på Södermalm skulle byta namn till Anna Lindhs park. Det faktum att Anna Lindh länge bodde i närheten av dåvarande Vintertullsparken bidrog till valet av denna plats.
I september 2013 beslöts att hedra Anna Lindhs minne med Vintertullsparken och skyltar med det nya namnet Anna Lindhs Park sattes upp i mars 2014.  I och med detta försvann både Vintertullsparken och Anna Lindhs plats som namn och platsen vid Åsötorget blev namnlös igen.